# Fuga di Rochefort

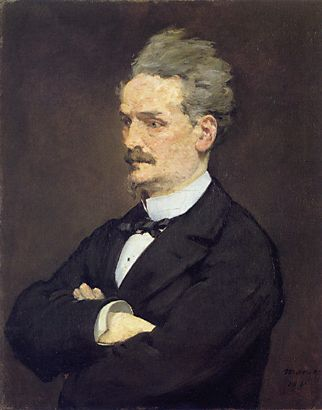
Ritratto di Henri Rochefort
82 × 67 cm
Kunsthalle di Amburgo

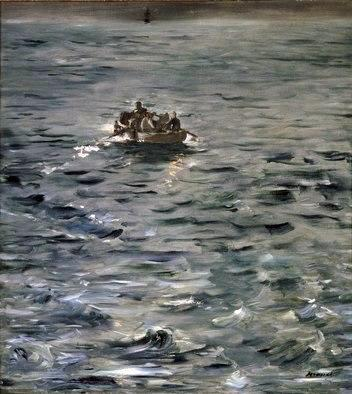
Édouard Manet, The Escape of Rochefort (1880-81) Museo d'Orsay di Parigi)

Fuga di Rochefort (L'Évasion de Rochefort) è un dipinto a olio su tela realizzato nel dicembre 1880, in vista del Salon del 1881, dal pittore Pre-impressionista francese Édouard Manet, poco prima della sua morte.
L'opera è un omaggio al critico antimperiale Henri Rochefort e alla sua fuga da una colonia penale in Nuova Caledonia. Tuttavia, la tela pone l'accento sugli occupanti della barca meno di quanto non faccia col mare che li circonda, minaccioso e rabbioso. 
In questa versione si può riconoscere Rochefort che regge il timone della baleniera.
Manet dipinse una seconda versione dell'opera (attualmente conservata al Museo d'Orsay di Parigi) in cui si può distinguere a malapena un Rochefort senza alcun ruolo particolare: la baleniera è diventata una barca sperduta in un mare nettamente più calmo, che è la componente essenziale del dipinto. Sembra che Manet fosse rimasto turbato dalle polemiche nate tra gli evasi sul ruolo che Rochefort avrebbe avuto realmente..
Fu infine questa versione che Manet decise di esporre al Salon, insieme al Ritratto di Henri Rochefort.
Manet inviò il dipinto al  Salon Parigi del 1881. Il pubblico del mondo artistico ebbe così modo di commemorare un evento che aveva tanto colpito l’opinione pubblica.